# آنا يرفينن
آنا يرفينن (بالسويدية: Anna Järvinen)‏ (و. 1970  م) هي مغنية، وموسيقية سويدية، ولدت في هلسنكي.

## وصلات خارجية
- آنا يرفينن على موقع IMDb (الإنجليزية)
- آنا يرفينن على موقع ميوزك برينز (الإنجليزية)
- آنا يرفينن على موقع أول ميوزيك (الإنجليزية)
- آنا يرفينن على موقع ديسكوغز (الإنجليزية)

- آنا يرفينن في قاعدة بيانات الأفلام على الإنترنت